# Marek Śliwiński (politolog)
Marek Śliwiński (ur. 23 czerwca 1933 w Warszawie, zm. 1 marca 2020 w Montpellier) – polski socjolog i politolog, dr hab., prof.

## Życiorys
Obronił pracę doktorską, 29 września 1997 habilitował się na podstawie pracy zatytułowanej Le genocide Khmer Rouge: une analyse demographique. Otrzymał nominację profesorską. Objął funkcję profesora w Instytucie Orientalistycznym na Uniwersytecie Warszawskim oraz profesora nadzwyczajnego w Studium Europy Wschodniej na Wydziale Orientalistycznym Uniwersytetu Warszawskiego.
Był starszym wykładowcą w Collegium Civitas.
Zmarł 1 marca 2020.